# Agape
Agape ili gozba ljubavi (grč. ἀγάπη, agape, ljubav) bio je običaj zajedničke večere ranih kršćana koja je blagovana kao uvod u slavljenje svete mise. U kršćanskoj teologiji naziv se još koristi kako bi se ukazalo na Božju ljubav za čovječanstvo.
Kršćanski pisci, od Pavla do Augustina, su govorili o zloupotrebi ovog običaja. Blagovanje je kasnije preneseno na groblja te je običaj ukinut u 4. stoljeću. Na Istoku se ovaj običaj u izmijenjenu obliku održao do danas.